# FK Napredok Kičevo
Maillots
Le Fudbalski Klub Napredok Kičevo (en macédonien : фудбалски клуб Напредок Кичево), plus couramment abrégé en Napredok Kičevo, est un club macédonien de football fondé en 1928 et basé dans la ville de Kičevo.

## Historique
- 1928 : fondation du club

## Palmarès
| Compétitions nationales |
| --- |
| - Coupe de Macédoine : - Finaliste : 2003-04. - Championnat de Macédoine D2 (1) : - Champion : 1998-99. - Vice-champion : 1995-96, 2000-01 et 2005-06. |

## Personnalités du club

### Présidents du club
- Ilija Bozhinoski

### Entraîneurs du club
| - Ilija Dimovski (1999) - Jovan Manakovski (2000 - 2001) - Naum Ljamcevski (2001 - 2002) - Dragan Bočeski (2003) - Zoran Gjorgieski (2004 - 2005) - Dragan Bočeski (1er juillet 2005 - 30 juin 2008) - Dragan Mateski (1er juillet 2008 - 16 décembre 2008) | - Dragan Bočeski (17 décembre 2008 - juin 2009) - Baze Lazarevski (juillet 2009 - 5 mars 2010) - Dragan Bočeski (6 mars 2010 - 27 juin 2013) - Gordan Zdravkov (juillet 2013 - août 2013) - Gorazd Mihajlov (23 août 2013 - 28 décembre 2013) - Dragan Mateski (25 mars 2014 - 2015) - Boban Dujkovikj |